# Victor Andreas Suadicani

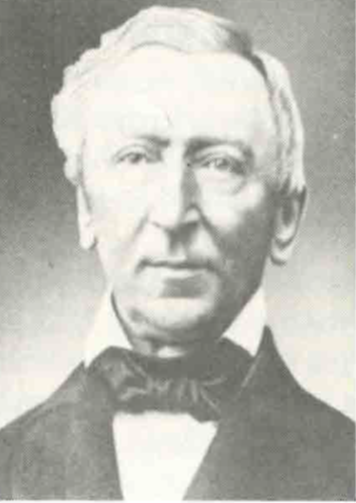
Victor Andreas Suadicani

Victor Andreas Suadicani, auch Andreas Viktor Suadicani, Viktor Suadicani (* 3. Januar 1809 in Schleswig; † 28. Dezember 1888 in Magdeburg) war ein deutscher Verwaltungsjurist und Bürgermeister von Northeim.

## Leben
Victor Andreas Suadicani war ein Sohn des Schleswiger Arztes Carl Ferdinand Suadicani aus dessen zweiter Ehe mit Johanna, geb. Petri († 1819). Ab Ostern 1827 studierte er Rechtswissenschaften an der Universität Göttingen; zum Wintersemester 1829/30 wechselte er an die Universität Kiel. An beiden Universitäten war er im Corps Holsatia aktiv, in Kiel auch im kurzlebigen Corps Slesvicia. 1832 bestand er am Obergericht Gottorf sein juristisches Amtsexamen.
Suadicani trat in den Verwaltungsdienst der zum Dänischen Gesamtstaat gehörenden Herzogtümer ein. Seine erste Stellung war als Volontär in der Schleswig-Holstein-Lauenburgischen Kanzlei in Kopenhagen. 1835 wurde er hier Kanzlist, und Anfang 1840 wurde er zum Wirklichen Kanzleisekretär ernannt. Im Juli desselben Jahres erfolgte seine Bestellung zum Stadtsekretär in Apenrade, wo sein Studienfreund und Corpsbruder Georg Schow Bürgermeister war. Damit war Suadicani zugleich Mitglied des Magistrats der Stadt. 
In der Schleswig-Holsteinischen Erhebung 1848 unterstellte er sich der Provisorischen Regierung. Als er sich Ende März 1848 beim Einmarsch dänischer Truppen in Apenrade weigerte, die Stadtkasse und das Archiv zu übergeben, wurde er mit anderen Magistratsmitgliedern verhaftet. Suadicani, Bürgermeister Schow und die Ratsmitglieder Agent Bruun und Danielsen wurden, wie in zahlreichen deutschen Zeitungen berichtet wurde „ergriffen und nach Fridericia geschleppt, wo sie gefangen gehalten werden sollen“. Nach dem Vertrag von Malmö (1848) wurden alle freigelassen. Am 31. Oktober 1849 erfolgte seine Entlassung aus allen Ämtern. 
Er ging zunächst nach Holstein und wurde 1850 Stadtsekretär und stellvertretender Bürgermeister von Oldesloe. Nachdem jedoch auch in Holstein die dänische Herrschaft voll wiederhergestellt worden war und obwohl er unter die Amnestie für Schleswig fiel, ging er 1853 ins Exil südlich der Elbe im Königreich Hannover. 
Im August 1853 wurde er zum Bürgermeister von Northeim gewählt. In dieser Stellung blieb er 35 Jahre lang, bis an sein Lebensende. Zu seinem 25-jährigen Amtsjubiläum 1878 erhielt er die Ehrenbürger-Würde der Stadt.
Er war Mitglied des Großen Ausschusses der Calenberg-Grubenhagenschen Landschaft und ab 1867 Abgeordneter für den Stand der Städte im Provinziallandtag der Provinz Hannover. 
Suadicani starb unverheiratet in Magdeburg auf Besuch bei Georg Schow in dessen Wohnung, in der Theaterstraße 2 (heutige Lingnerstraße) auf dem Werder. Sein Neffe Victor Hensen ist nach ihm benannt.
An ihn erinnert die Suadicanistraße in Northeim.

## Auszeichnungen
- Guelphenorden
  - 4. Klasse (1857)
  - Ritter (1865)
- Königlicher Kronen-Orden (Preußen), 3. Klasse[10]